# Holomitrium hawkinsii
Holomitrium hawkinsii là một loài rêu trong họ Dicranaceae. Loài này được B.H. Allen mô tả khoa học đầu tiên năm 1997.